# オンドジェイ・ヴラベッツ
オンドジェイ・ヴラベッツ (チェコ語: Ondřej Vrabec, 1979年 - ) はチェコのホルン奏者・指揮者。

## 経歴
プラハ音楽院にてホルンをベドジヒ・ティルシャルに、指揮法をヴラディミール・ヴァーレク、ハイネク・フラカッツ(Hynek Farkač)、ミリアム・ネムコヴァ(Miriam Němcová)、M.Košlerの各氏について学ぶ。プラハ音楽院卒業後はプラハ芸術アカデミーに進み、指揮法をラドミル・エリシュカ、イルジー・ビエロフラーヴェクより学ぶ。アカデミー在学中の同期にはヤクブ・フルシャがいる。
1999年よりチェコ・フィルハーモニー管弦楽団にて首席ホルン奏者を務める。プラハ・ブラームス・トリオ、フィルハーモニア・オクテット・プラハ(PhilHarmonia Octet Prague)のメンバーでもある。
指揮者としては、2007年、第59回プラハの春国際音楽コンクール指揮部門で入賞。2013年にはチェコ・フィルハーモニー管弦楽団で首席奏者と兼任でアソシエート・コンダクターに就任した。